# Імпринт
Імпринт (англ. Imprint) — підрозділ видавництва або бренд, під яким видавництво випускає деякі з своїх друкованих видань, наприклад, для певних споживчих сегментів (дитяча література, періодика, наукова література і т. д.). Одна видавнича компанія може мати кілька імпринтів. Імпринти зазвичай мають визначальну характеристику або місію. У деяких випадках імпринти виникають в результаті поглинання невеликих видавництв (або частини їхнього бізнесу) більшою компанією. При цьому імпринт може мати значну автономію в рамках видавництва і вести незалежну видавничу політику. Іноді можлива поява імпринту видавництва, яке саме є імпринт іншого видавництва.

## Імпринти видавництв
Нижче наведені приклади видавництв та їх імпринти. 

### Українські
- КМ-Букс
  - Країна Мрій
- Вовкулака
  - Мавка
- MIMIR MEDIA
  - ЛОЛ КЕКС

### Зарубіжні
- Apress [Архівовано 17 квітня 2011 у Wayback Machine.]
  - Friends of ED
  - FirstPress [Архівовано 5 грудня 2010 у Wayback Machine.]

- Elsevier:
  - Academic Press
  - Architectural Press
  - ASHRAE
  - Butterworth-Heinemann
  - CIM
  - CIMA Publishing
  - Estates Gazette
  - Focal Press
  - Gulf Professional Publishing
  - Morgan Kaufmann
  - Newnes
  - Pergamon Flexible Learning
  - Syngress
  - William Andrew
- Wiley Publishing [Архівовано 25 липня 2008 у Wayback Machine.]
- Sybex [Архівовано 5 липня 2008 у Wayback Machine.]
- Wrox Press [Архівовано 6 жовтня 2008 у Wayback Machine.]